# Celibat (mormonizm)
Celibat – forma życia polegająca na dobrowolnej wstrzemięźliwości seksualnej, jest obca tak mormońskiej teologii, jak i kulturze ruchu świętych w dniach ostatnich.
Zgodnie z doktryną Kościoła Jezusa Chrystusa Świętych w Dniach Ostatnich celibat, tak jak i inne formy naznaczonego ascetyzmem wycofania się z życia codziennego, może pozbawiać jednostkę kluczowych doświadczeń życiowych. Duchowa dojrzałość oraz wywyższenie w najwyższym stopniu królestwa celestialnego wymagają zawarcia związku małżeńskiego. W tym ujęciu celibat stanowi zanegowanie jednego z podstawowych celów stworzenia człowieka.
Norma społeczna w społecznościach świętych w dniach ostatnich, wypływająca bezpośrednio z nauk Kościoła, zakłada, że wierni zawierają małżeństwa, uczestniczą w prokreacji oraz starają się wspierać życie swoich rodzin w prawości. Norma ta osadzona jest w mormońskiej interpretacji określonych fragmentów Biblii. Opiera się też na ustępach Nauk i Przymierzy. Ci, którzy nie będą w stanie zawrzeć małżeństwa w świątyni w życiu obecnym na skutek czynników niebędących efektem ich błędów, otrzymają rekompensujące tę lukę błogosławieństwa w życiu przyszłym.
Mormońscy teologowie sprzeciwiają się próbom interpretowania Biblii w sposób wspierający celibat. Powołują się przy tym na czwarty werset trzynastego rozdziału List do Hebrajczyków, trzeci werset czwartego rozdziału 1. Listu do Tymoteusza oraz dwudziesty ósmy werset pierwszego rozdziału Księgi Rodzaju.
Bruce R. McConkie, członek Kworum Dwunastu Apostołów oraz specjalista w zakresie mormońskiej doktryny, zaważył, że słowa z siódmego rozdziału 1. Listu do Koryntian, interpretowane niekiedy jako zachęta do celibatu, mogły dotrwać do czasów współczesnych w zmienionej i zniekształconej formie. Również McConkie dodał, że braku zawarcia małżeństwa na gruncie doktrynalnym właściwie nie można uzasadnić, pomijając jakieś wyjątkowe i szczególne okoliczności. 
Jednocześnie stanowisko Kościoła względem osób homoseksualnych, zakazujące kontaktów seksualnych między osobami tej samej płci, może być interpretowane jako promowanie celibatu. Kościół wszakże wywodzi ten aspekt swej polityki raczej z obowiązującego wszystkich członków prawa czystości moralnej niż z zachęt do pozostawania w celibacie. Źródła niezwiązane z tą wspólnotą religijną informują o osobach, które wciąż uczęszczają na kościelne spotkania sakramentalne, pozostając jednocześnie w związku jednopłciowym. 
Zauważono też, że tak zwane prawo czystości moralnej, zabraniające podejmowania aktywności seksualnej przez osoby stanu wolnego, w istocie wymusza na takich osobach styl życia równoznaczny z celibatem.